# Michele La Spina
Michele La Spina (Acireale, 1849 – Roma, 1943) è stato uno scultore e pittore italiano.

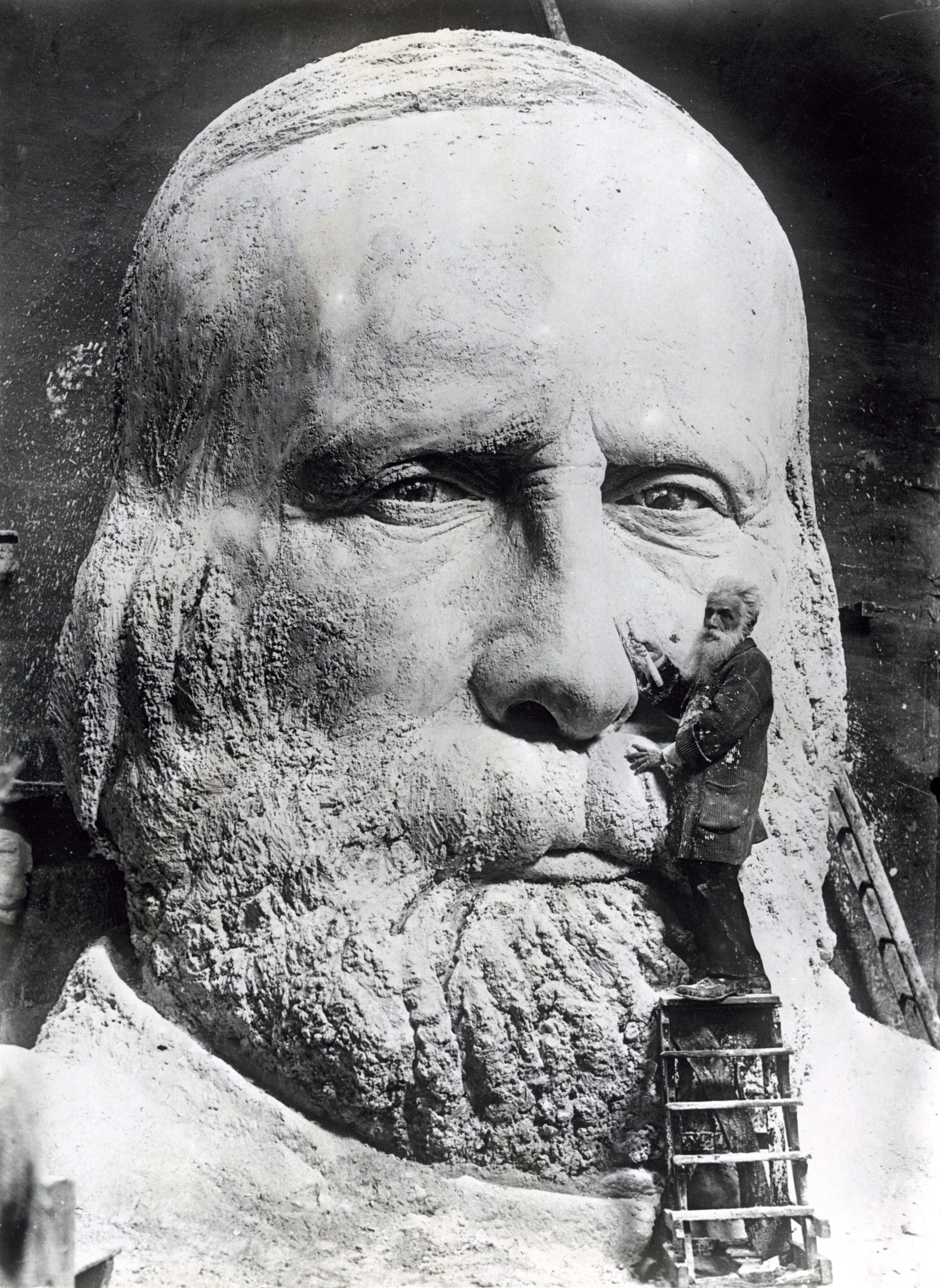
Michele La Spina rifinisce la sua testa di Garibaldi (1939 ca.)

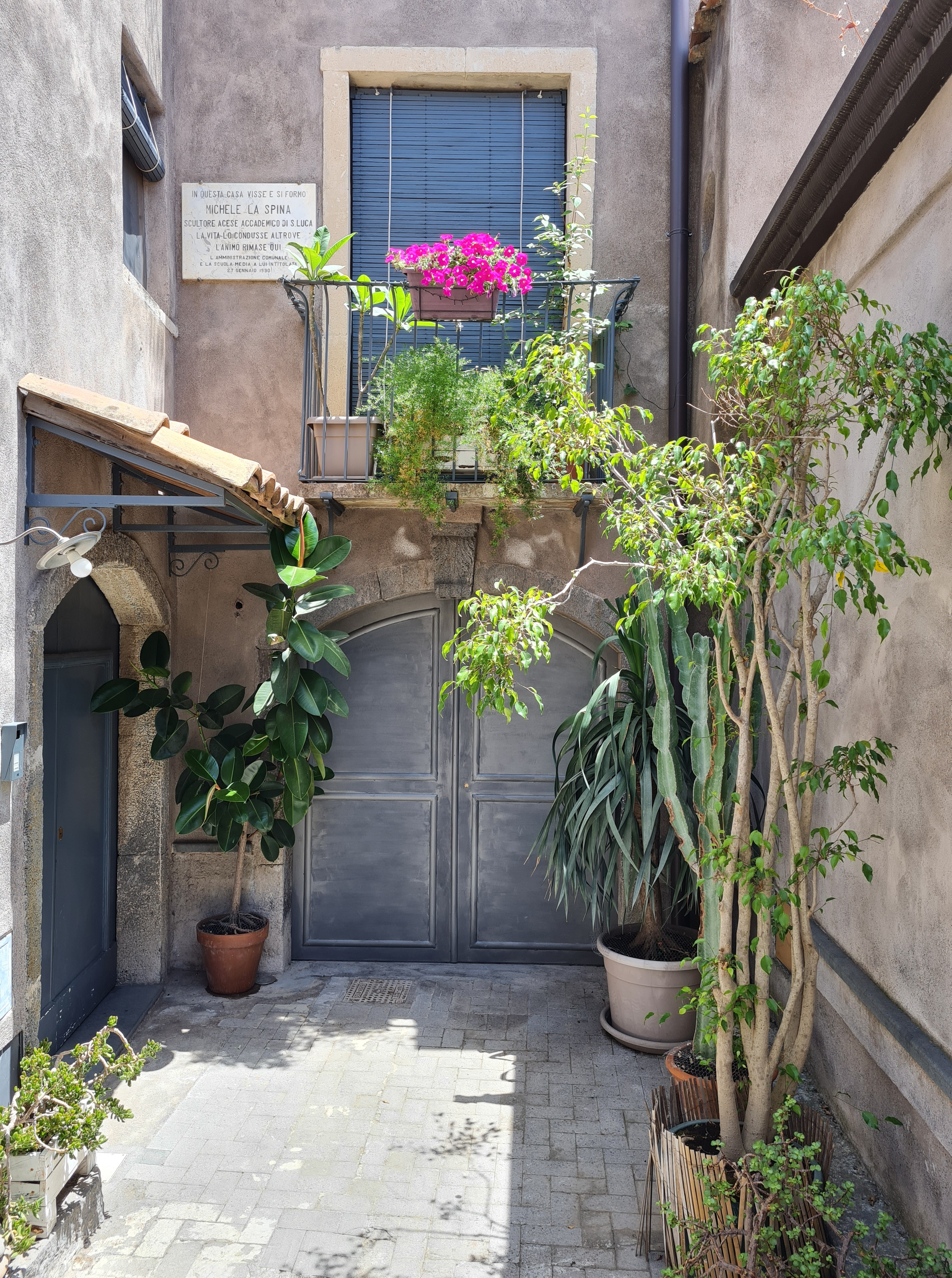
La casa ad Acireale nella quale visse Michele La Spina

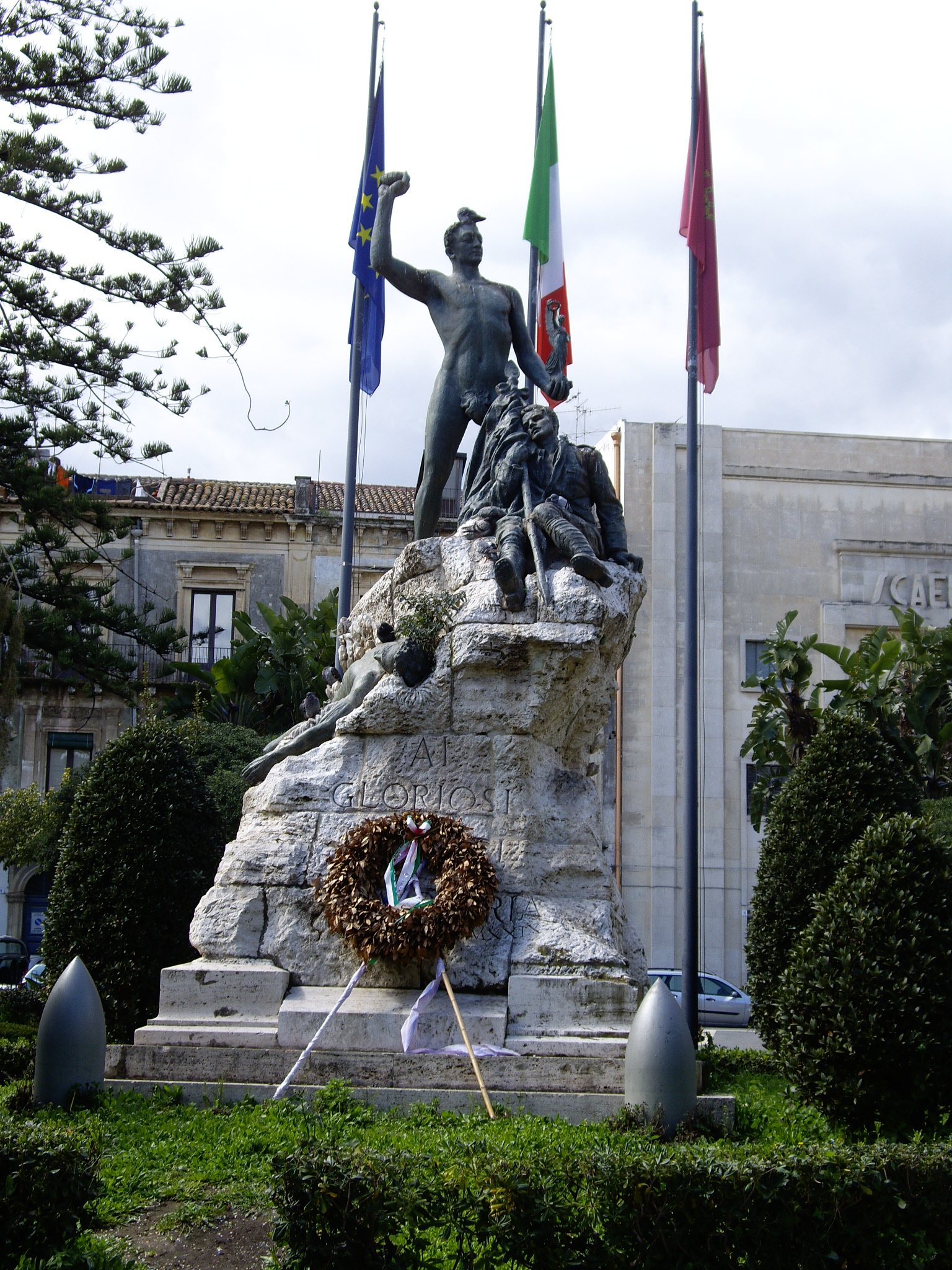
Il monumento ai Caduti di Acireale

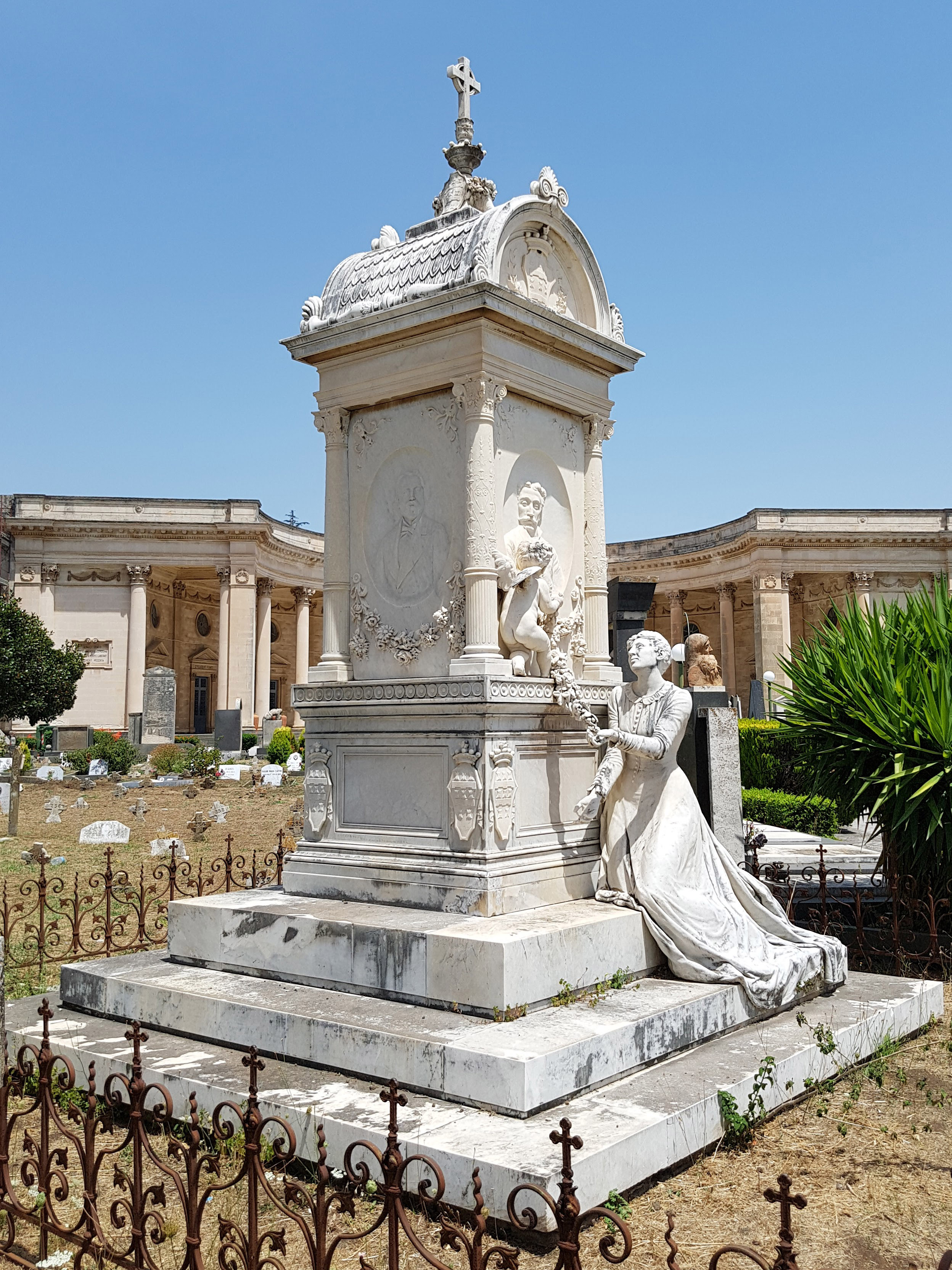
Monumento della tomba della famiglia Geremia (cimitero di Acireale) realizzato da La Spina nel 1896

Scultore di buona fama a cavallo dei secoli XIX e XX,  si spostò fra Acireale, Napoli, Firenze, e Roma ove si stabilì dal 1875. Partecipò ai concorsi per un monumento equestre a Giuseppe Garibaldi a Roma, Siena e Bologna, perdendo. È riconosciuta la sua partecipazione ai gruppi decorativi del Palazzo di giustizia a Roma.

## Opere
Il suo secondo studio, nell'ex chiesa di S.Maria in Tempulo, lungo la Passeggiata archeologica in via di Valle delle Camene a Roma, che fino al 1985 è sempre stata luogo di studio per artisti, fu vandalizzato mentre lo scultore era morente a letto, tra il '41 e il '43 del secolo scorso. Qui stette fino al 1948 una enorme testa di Garibaldi alta sette metri, in gesso, prototipo di un monumento a figura intera che La Spina avrebbe voluto erigergli in Liguria, incastonato nella linea di un monte un po' come Gutzon Borglum stava facendo al Monte Rushmore coi granitici ritratti dei quattro Presidenti degli Stati Uniti,  con lo sguardo rivolto a Nizza. In quell'anno fu deciso di distruggerla perché intrasportabile alla Galleria nazionale d'arte moderna e contemporanea di Roma che l'aveva ricevuta dall'Accademia di San Luca. 
Ad Acireale alcune sue opere sono il monumento ai Caduti di piazza Garibaldi, composizione degli anni venti con più figure in bronzo,su un alto basamento di travertino, e il monumento funebre dei Geremia, nel cimitero, forse la sua massima realizzazione. La Pinacoteca Zelantea custodisce una gigantesca testa di Garibaldi in gesso, e anche diversi busti bronzei e in gesso patinato e varie terrecotte. Sempre ad Acireale, si possono citare: busto di L. Vigo in bronzo nell'omonima villetta, busto di S. Filippo Neri ai Filippini, busti di cittadini benemeriti alla Villa Belvedere (Agostino Pennisi, Leonardo Vigo Fuccio, Giambartolo Romeo Marone in marmo, Francesco Samperi Melita e Teodoro Musmeci in bronzo). 
A Bronte si trova nell’atrio del Real Collegio Capizzi il busto in marmo del Venerabile Ignazio Capizzi realizzato in Roma nel 1883 in occasione del primo centenario della sua morte.
A Roma la GNAM, Galleria nazionale d'arte moderna, possiede busti del giurista Nicola Spedalieri (gesso, 1894), del pittore Giuseppe Sciuti (terracotta, 1882), dell'On. Mirabelli (bronzo), di una popolana, di un ufficiale (gesso), di Mariano Campione e di Francesco Samperi Melita (gessi). All'Accademia nazionale di San Luca, sempre a Roma, sono conservate il Satiro (bronzo), la Madre (gesso), il busto di Edoardo Martinori del 1934, e quello in marmo dello storico Francesco Schupfer. Un piccolo nudo femminile sdraiato, in bronzo, è presente al Quirinale.

## Critica
Ne "Gli ismi contemporanei" del 1898, Luigi Capuana descrive il suo studio al 113 di via Margutta, a Roma, ponendo l'accento sulla " straordinaria diversità di fattura che differenzia un busto dall'altro...quella mano vigorosa, con le vene e i muscoli aggrovigliati a fior di pelle, possa violentare la creta e darle tal forma da simulare e, stavo per dire, da superare la stessa vita".